# 小野警察署 (福島県)
小野警察署（おのけいさつしょ）は、かつて存在した福島県警察の警察署。
2010年4月1日より組織変更にともない、田村警察署小野分庁舎（たむらけいさつしょおのぶんちょうしゃ）となった。

## 管轄区域
- 田村郡小野町
- 田村市（旧大越町、旧滝根町の区域）

## 所在地
- 福島県田村郡小野町小野新町字小太内13

## 沿革
- 1885年9月 - 安積警察署小野新町分署として発足
- 1949年7月 - 県警察発足により「小野新町警察署」に改称
- 1950年2月 - 町村合併で小野町が出来、併せて「小野警察署」に改称
- 1981年3月 - 現在地に移転新築
- 2010年4月1日 - 田村警察署（同日に三春警察署から改称）小野分庁舎に組織変更[1]

## 交番
なし

## 駐在所
- 夏井駐在所（田村郡小野町大字夏井字町屋）
- 飯豊駐在所（田村郡小野町大字飯豊字八幡）
- 滝根駐在所（田村市滝根町神俣字梵天川）
- 大越駐在所（田村市大越町上大越字蟹沢）